# Tibolddaróc
Tibolddaróc is een plaats (község) en gemeente in het Hongaarse comitaat Borsod-Abaúj-Zemplén. Tibolddaróc telt 1642 inwoners (2006).